# SWEEPS J175902.00−291323.7
SWEEPS J175902.00−291323.7 es una estrella distante que se encuentra a 6500 años luz de la Tierra en dirección a la constelación de Sagitario. Es una enana roja cuyo diámetro es el 41% del diámetro solar y cuya masa es el 44% de la del Sol.
SWEEPS responde a las siglas inglesas de Sagittarius Window Eclipsing Extrasolar Planet Search, un proyecto para la detección de planetas extrasolares mediante la observación de tránsitos utilizando el telescopio espacial Hubble. En 2006 se anunció el descubrimiento de un posible planeta extrasolar, denominado SWEEPS-10, orbitando en torno a esta estrella. 

## Sistema planetario
A fecha de junio de 2007, SWEEPS-10 es el candidato a planeta cuyo período orbital es el más corto entre todos los encontrados. Completa una órbita alrededor de la estrella en apenas 10 horas. Situado a sólo 1,2 millones de kilómetros de la estrella (unas tres veces la distancia entre la Tierra y la Luna), el planeta está entre los más calientes detectados; su temperatura estimada es aproximadamente 1650 C.
De acuerdo a sus descubridores, SWEEPS-10 debe tener al menos 1,6 veces la masa de Júpiter, pues en caso contrario, la atracción gravitatoria lo rompería. Este tipo de exoplanetas, denominados planetas de período orbital ultra-corto (en inglés USPP) parecen encontrarse solamente alrededor de estrellas enanas más frías y pequeñas que el Sol. La temperatura relativamente baja de SWEEPS J175902.00−291323.7 permite que el planeta exista tan próximo a la estrella.
| Nombre    | Nombre    | Semieje mayor | Masa    | Radio          | Periodo orbital | Descubrimiento |
| --------- | --------- | ------------- | ------- | -------------- | --------------- | -------------- |
| SWEEPS-10 | SWEEPS-10 | 0,008 UA      | >1,6 MJ | 1,24 ± 0,23 RJ | 0,424 días      | 2006           |